# Montsérié
Montsérié ist eine französische Gemeinde mit 73 Einwohnern (Stand 1. Januar 2022) im Département Hautes-Pyrénées in der Region Okzitanien (vor 2016: Midi-Pyrénées). Sie gehört zum Arrondissement Bagnères-de-Bigorre und zum Kanton La Vallée de la Barousse.
Die Einwohner werden Montsériérais und Montsériéraises genannt.

## Geographie
Die Gemeinde Montsérié liegt in den Pyrenäen, zwölf Kilometer südöstlich von Lannemezan.
Umgeben wird Montsérié von den fünf Nachbargemeinden:
|           | Bizous                                      |          |
| Montoussé | Kompassrose, die auf Nachbargemeinden zeigt | Hautaget |
|           | Gazave                                      | Bize     |

## Einwohnerentwicklung

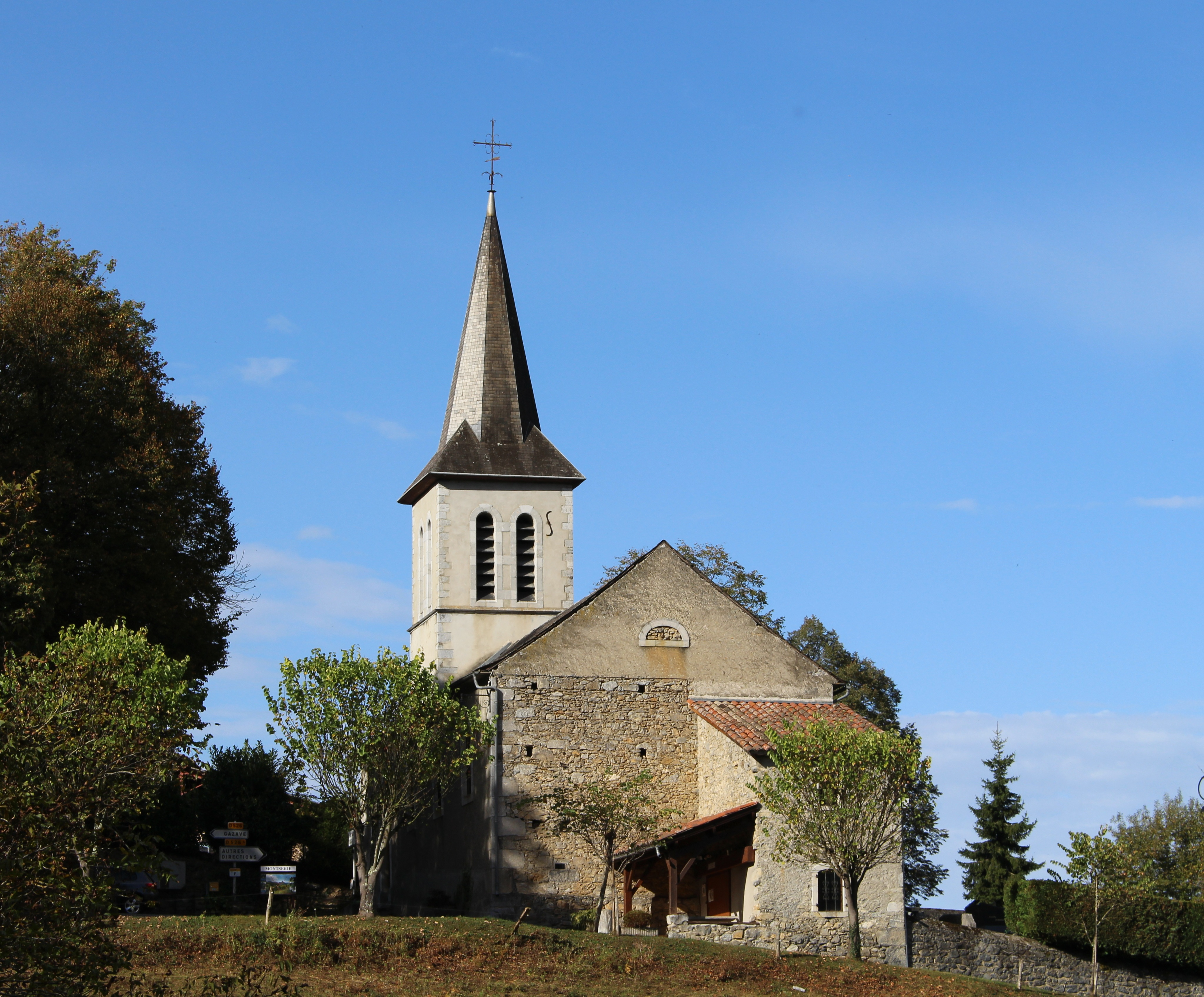
Pfarrkirche Saint-André

Nach Beginn der Aufzeichnungen stieg die Einwohnerzahl bis zur Mitte des 19. Jahrhunderts auf einen Höchststand von rund 335. In der Folgezeit sank die Größe der Gemeinde bei kurzen Erholungsphasen bis zu den 1960er Jahren auf rund 45 Einwohner, bevor sie sich auf diesem stabilisierte.
| Jahr      | 1962 | 1968 | 1975 | 1982 | 1990 | 1999 | 2006 | 2011 | 2022 |
| --------- | ---- | ---- | ---- | ---- | ---- | ---- | ---- | ---- | ---- |
| Einwohner | 60   | 46   | 51   | 49   | 49   | 47   | 47   | 55   | 73   |

## Sehenswürdigkeiten
- Pfarrkirche Saint-Pierre-et-Saint-Paul aus dem Beginn des 19. Jahrhunderts mit Fresken auf dem inneren Gewölbe und romanischen Elementen einer früheren Kirche

## Wirtschaft und Infrastruktur
Montsérié liegt in der Zone AOC der Schweinerasse Porc noir de Bigorre.

Logo des Jakobswegs

### Sport und Freizeit
Der Fernwanderweg GR 78, genannt La voie des Piémonts, führt von Carcassonne nach Saint-Jean-Pied-de-Port und führt auch durch das Zentrum der Gemeinde. Er gilt als Jakobsweg neben den vier Hauptwegen in Frankreich.

### Verkehr
Montsérié ist über die Routes départementales 526 und 526A erreichbar.